# Кортни Тейлор
Кортни Тейлор (англ. Courtney Taylor, род. 7 мая 1988 года) — американская порноактриса и эротическая модель.

## Биография
Родилась в мае 1988 года в городе Таузанд-Окс, округ Вентура (штат Калифорния). О ранних годах жизни известно мало. В 2008 году, в возрасте 20 лет, начинает сниматься в фильмах для взрослых.
Сотрудничала с компаниями Adam & Eve, Evil Angel, Zero Tolerance, Elegant Angel, Devil's Films, 3rd Degree, New Sensations, Femdom Empire и Wicked Pictures.
В 2011 году впервые номинирована на премию Tranny Awards за лучшую сцену в Rogue Adventures 37 с транссексуальной актрисой Али Синклер.
В 2014 году была номинирована на премию AVN в категории Best POV Sex Scene вместе с Джимми Бродвеем за фильма Watch Me Cuckold You.
Некоторые фильмы: A POV Sphinctacular, Big Tit Fanatic, First Day Jitters 2, Gazongas 11, Little Spermaid, Mommy X-Perience 3, Wet, Strap-On Dream Team, Sex.
Снялась более чем в 200 фильмах.

## Премии и номинации
| Год  | Церемония     | Результат | Номинация                                        | Работа               |
| ---- | ------------- | --------- | ------------------------------------------------ | -------------------- |
| 2011 | Tranny Awards | Номинация | Лучшая сцена                                     | Rogue Adventures 37  |
| 2014 | AVN Awards    | Номинация | Лучшая сцена секса                               | Watch Me Cuckold You |
| 2014 | The Fannys    | Номинация | Жаждущая девушка (лучший орал)                   | н/д                  |
| 2015 | AVN Awards    | Номинация | Приз зрительских симпатий: лучшая грудь          | н/д                  |
| 2017 | AVN Awards    | Номинация | Приз зрительских симпатий: лучшая грудь          | н/д                  |
| 2017 | XBIZ Award    | Номинация | Лучшая сексуальная сцена у главного героя фильма | DNA                  |